# Runović
Runović är ett samhälle i Kroatien.   Det ligger i länet Dalmatien, i den sydöstra delen av landet, 290 km söder om huvudstaden Zagreb. Runović ligger 384 meter över havet och antalet invånare är 2 081.
Terrängen runt Runović är kuperad. Runt Runović är det ganska tätbefolkat, med 96 invånare per kvadratkilometer. Närmaste större samhälle är Makarska, 19,8 km sydväst om Runović. Omgivningarna runt Runović är en mosaik av jordbruksmark och naturlig växtlighet.